# 高清水有子
高清水 有子（たかしみず ゆうこ、1961年〈昭和36年〉6月25日 - ）は、日本のジャーナリスト、リポーター。青森県青森市出身。
皇室・皇族を主な取材対象とする“皇室ジャーナリスト”。

## 経歴
青森県青森市出身。青森県立青森東高等学校を経て、弘前大学医療技術短期大学部衛生技術学科を卒業。卒業研究に法医学を選択したことから警察鑑識を目指すも、当時は女性の採用がなく断念。事件取材のできるマスコミ業界に進路を変更する。
1989年（平成元年）より、川嶋紀子（現：文仁親王妃紀子）の取材をきっかけに秋篠宮家を中心に皇室の取材を始め、リポーター・コメンテーターとしてのテレビ番組出演や雑誌への寄稿をしている。
秋篠宮文仁親王の信任も厚く、2023年11月30日の親王の誕生日には招待を受け秋篠宮邸に参邸している。

## 活動
講演講師としても活動し、歴代天皇の詔勅研究に参加して研究員としても携わる。また、秋篠宮文仁親王が発起人である生き物文化誌学会の会員でもある。
講演では皇室に関する事以外にも育児や教育についても触れており、仕事と子育てを両立している自身の経験と皇室の様々なエピソードを交えながら、「親子が幸せになるためのあり方」なども語っている。
2009年（平成21年）6月から、日本文化チャンネル桜のキャスターも務め、番組内のコラム「今週の御皇室」では、毎週皇室関連のニュースを報じている。なお「御皇室」という呼称は二重敬語であり誤りである。
池内ひろ美、安倍昭恵らによる女子力推進事業団体「Girl Power」にも参加している。

## 著書
番組や講演などを通じ、「報道機関は（皇室典範第23条で規定されている）正しい敬称を使うべき」と繰り返し主張しているが、自身の著書ではすべて「さま」を使用している。
- 『秋篠宮さまと紀子さまの愛の十二章』（1991年10月、学習研究社）
- 『紀子さまの育児日記』（1992年10月、朝日出版社）
- 『悠仁さまへ 秋篠宮家に受け継がれる愛の系譜』（2009年03月27日、学習研究社）
- 『美智子さまと清子さま 平成の皇室を支えた母娘の愛情物語』（2009年3月30日、ブックマン社）

## 出演

### テレビ
現在
- 桜プロジェクト（キャスター、毎週木曜日、日本文化チャンネル桜）[11][要出典]

過去
- ザ・ワイド（リポーター、日本テレビ）[要出典]
- ごくらく生テレビ（リポーター、日本テレビ）[要出典]
- キャッチ（リポーター、日本テレビ）[要出典]
- スクランブル3（リポーター、日本テレビ）[要出典]
- こんにちは2時（リポーター、テレビ朝日）[要出典]
- マネー情報（リポーター、テレビ東京）[要出典]